# シャルル＝アンリ・サンソン
シャルル＝アンリ・サンソン （Charles-Henri Sanson，1739年2月15日 - 1806年7月4日）は、フランス革命期の死刑執行人で、パリの死刑執行人（ムッシュ・ド・パリ）を勤めたサンソン家の4代目当主。
ルイ16世やマリー・アントワネット、エベール、デムーラン、ダントン、ラヴォアジエ、ロベスピエール、サン＝ジュスト、クートン、シャルロット・コルデーといったフランス革命期における著名人の処刑のほとんどに関わった。

## 人物

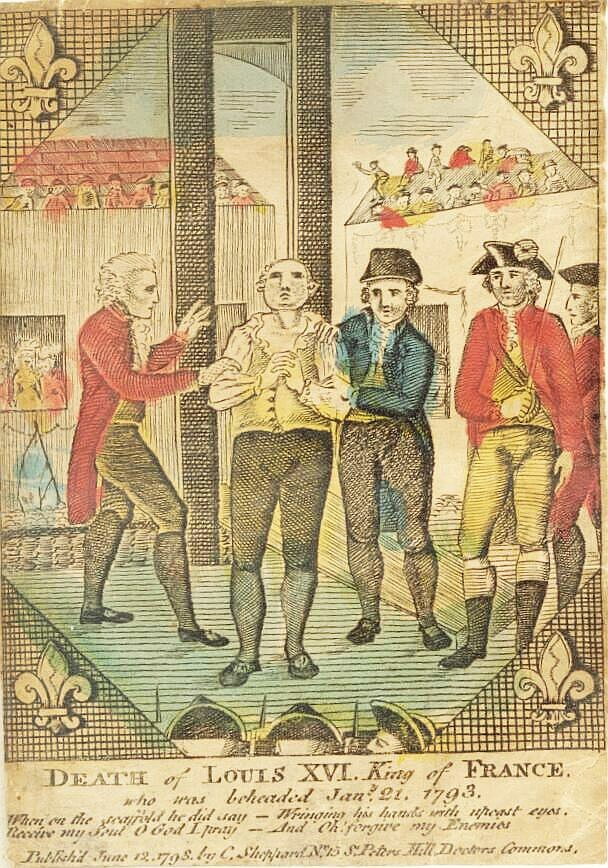
中央が処刑直前のルイ16世。左がシャルル＝アンリ・サンソン（1798年の画）

信心深く、自らを厳しく律する人物だったと言われている。また、当時としては異例なほど身分の分け隔てなく、どの身分にも偏見を抱かない平等論者だったといわれるが、これは死刑執行人が社会の最底辺であり最も偏見を受けながら貴族並みの暮らしをしているという自身の立場によるところが大きいと言われている。
サンソンは死刑執行人という立場でありながら、熱心な死刑廃止論者だった。何度も死刑廃止の嘆願書を出しているが実現することはなく、逆に人類史上2番目に多くの死刑を執行する結果になっている。死刑制度が廃止になることが死刑執行人という職から自分が解放される唯一の方法であると考えていたと手記に書き残している。

ルイ16世処刑直後の絵。

皮肉にも彼自身は王党派であった。ルイ16世を熱心に崇拝しており、自分が処刑するという結果になってしまったことを生涯悔いていた。フランス革命当時はルイ16世のためにミサを捧げることは死刑になるほどの重罪でありながら、神父を匿って秘密ミサを上げていたという。
また、デュ・バリー夫人とは青年時代に恋人であった時期があるが、当時の王族関係者の例にもれず、サンソンの手で処刑された。
老年の夫人は他の受刑者達とは違い泣き叫び大声で命乞いをしたため、夫人を処刑することに処刑人と民衆は大いに狼狽したらしく、「みんなデュ・バリー夫人のように泣き叫び命乞いをすればよかったのだ。そうすれば、人々も事の重大さに気付き、恐怖政治も早く終わっていたのではないだろうか」とサンソンは日誌に書き記している。

## 医師として
サンソン家は死刑執行人の本業を持つ一方で医師としての仕事も行っていた。収入は医師としてのものが大半を占めていたと言われている。医師としての技術は当時のヨーロッパの平均的な水準を上回っていたと言われており、貴族から庶民まで幅広く治療したと言われている。父のジャン・バチストも死刑執行人の傍ら医師として庶民を診察しており、家業を息子に引き継いだ後も病の身でありながら診察を行っていた。息子のシャルル＝アンリ・サンソンの時代に詳細な医学書が書き起こされ、のちのサンソン家の子孫に医療技術が受け継がれたとされる。
サンソン家の医学は当時の大学などで教えられていた医学とは異なる独自の体系を持っていた。そもそも、死刑執行人の一族は学校に通うことができず、医者に診て貰うこともできなかったため正規の教育を受けることができなかった。そんな中で独自に編み出された医術を用いていた。死刑執行人につきまとう不気味なイメージから、周りからは呪術的な医術と思われていたようである。しかし、その医療技術は徹底して現実主義的なものであり、当時の医学界で主流だったオカルト的な、現代医学からみて非科学的な治療は行わなかった。実際に、他の医師に見放された難病の治療に成功した事例が数多く伝えられている。
当時の死刑執行人は死体の保管も行っており、サンソン家では死体を解剖して研究を行っていた。また、死刑執行人は鞭打ちなどの刑罰も行っており、人間の身体をどこまで傷つけても死なないか、後遺症が残らないか詳細に知っていたという。身体に穴を開けると言った刑罰ではどこに穴を開ければ後遺症が少ないか徹底的に研究しており、サンソン家に刑罰を受けた人間はその後の存命率が高かったと言われている。サンソンは刑罰で自分が傷つけた相手の治療を熱心に行っていた。

## 経歴
- 1739年2月15日 パリでシャルル＝ジャン・バチスト・サンソンの長男として生まれる。
- ルーアンの学校に入学するが、2年目で処刑人の子供であることが知られてしまい、激しい虐めを受け、学校を辞める。
- グリゼル神父を家庭教師として学ぶ。
- 1754年 父であるシャルル＝ジャン・バチスト・サンソンが病に倒れ半身不随になったため、15歳で死刑執行人代理の職に就く。
- 16歳で最初の処刑を行う。
- 1757年3月27日 ロベール＝フランソワ・ダミアンに八つ裂きの刑が行われる。これがフランスで最後の八つ裂きの刑となった。
- 1765年1月20日 マリー・アンヌ・ジュジェと結婚。
- 1767年 息子アンリ・サンソンが生まれる。
- 1769年 息子ガブリエルが生まれる。
- 1778年8月 父であるシャルル＝ジャン・バチスト・サンソンが正式に引退してムッシュ・ド・パリの称号を叙任して正式に死刑執行人に就任する。
- 1792年4月25日 最初のギロチンによる死刑が行われる。
- 1792年 次男ガブリエルが処刑台から転落死する。
- 1793年1月21日 ルイ16世を処刑する。
- 1794年7月28日 マクシミリアン・ロベスピエールを処刑する。
- 1795年 息子のアンリに職を譲って引退する。
- 1806年 皇帝ナポレオン1世に謁見する。この年7月4日に死去。

彼が死刑執行人を務めた時期はフランス革命と恐怖政治のただ中であったことと、ギロチンの導入により機械的連続斬首が可能になったことが相まって、この恐怖政治の時期だけで二千七百数十名を処刑した。これはヨーロッパの公的な死刑執行人としては、ヴァイマル共和政からナチス・ドイツ敗北までのドイツで3,165人の死刑を執行したヨハン・ライヒハートに次ぐ人数である。旧来の処刑法では不可能な数であり、ギロチンの登場なくしてはあり得ないことであった。

## 登場作品
- 『イノサン』（坂本眞一、2013年 - 2015年） - サンソンを主人公とする漫画作品。続編として、『イノサン Rouge』も連載された。
  - 原案：安達正勝『死刑執行人サンソン ― 国王ルイ十六世の首を刎ねた男』（2003年）。
- 『Fate/GrandOrder』 - スマートフォン向けロールプレイングゲーム。 演：宮野真守。

- 『イケメンヴァンパイア◆偉人たちと恋の誘惑』 - 株式会社サイバードのゲーム作品。攻略キャラクターとして登場する。